# Richard Engel
Richard Engel (nacido el 16 de septiembre de 1973) es un periodista de televisión, autor y es más conocido como el  jefe de corresponsal en el extranjero da NBC News.
Antes de unirse NBC News en mayo de 2003 cubrió el comienzo de la guerra de 2003 en Irak, desde Bagdad  como periodista freelance del ABC News. Habla y lee árabe con fluidez y también habla italiano y español.
Engel escribió el libro Un puño en el avispero, publicado en 2005, acerca de su experiencia en la cobertura de la Guerra de Irak desde Bagdad. Su libro más reciente, War Journal: Mis cinco años en Irak, publicado en junio de 2008, recoge en su último libro dejó.

## Obra
- War Journal: My Five Years in Iraq; (3 Jun 2008); Publisher: Simon & Schuster; First Edition ;First Printing edition; (3 Jun 2008); ISBN 978-1416563044
- A Fist in the Hornet's Nest: On the Ground in Baghdad Before, During and After the War; (Mar 2005); Publisher: Hyperion; (1 Mar 2005); ISBN 978-1401307622